# Вегнер, Беттина Хелене
Беттина Хелене Вегнер (родилась 4 ноября 1947 года в Западном Берлине) — автор песен и поэтесса из Германии. Её самая известная песня — Kinder (Sind so kleine Hände) 1976 года, завоевавшая мировую известность в исполнении Джоаны Баэз.

## Жизнь
После основания ГДР её родители (убеждённые коммунисты) переехали вместе с ней из района Лихтерфельде в Западном Берлине в Восточный Берлин. Она обучилась профессии библиотекаря и в 1966 году начала учиться в драматической школе в Берлине. В 1966 году стала соучредителем клуба Hootenanny. Когда изначальный принцип, согласно которому любой мог исполнить свои тексты и песни без цензуры на сцене, был отменён, она покинула группу, а клуб Hootenanny был переименован в Oktoberklub и стал подчиняться FDJ.
После того, как она написала и распространила листовки против вторжения стран Варшавского договора в Чехословакию во время Пражской весны 1968 года с призывами «Да здравствует красная Прага!» и «Да здравствует Дубчек!», её исключили из драматической школы, арестовали и приговорили к году и семи месяцам лишения свободы за «антиправительственную агитацию». Цензура и арест, с которыми Беттине пришлось столкнуться вскоре после рождения первого ребёнка Беньямина (от Томаса Браша), сформировали её отношение к жизни и сильно повлияли на песни. После стажировки на производстве она пошла в вечернюю школу, получила аттестат зрелости и отучилась на певицу в Центральной студии развлекательного искусства в 1971 и 72 годах. С тех пор ведёт жизнь независимой исполнительницы.
Несколько совместных концертов (Eintopp, Kramladen) с Клаусом Шлезингером, за которым Беттина Вегнер была замужем с 1970 по 1982 год, были запрещены властью. После публичного протеста против лишения гражданства Вольфа Бирманна в 1976 году возможностей выступать стало ещё меньше: за Беттиной велось наблюдение и оказывалось постоянное давление. В то время её менеджером была Катарина Харих, которая также оказывала свои услуги группе юмористических песен MTS, благодаря чему Беттина смогла выступать инкогнито, на плакатах указывалось лишь: «группа MTS и певица». Помог и Вернер Селлхорн, с которым у неё была программа с безобидным названием: «Курт Тухольский и песни сегодняшнего дня». Концерты Беттины всё равно пользовались огромной популярностью: «сарафанное радио» о запрещённой литературе и музыке в ГДР работало очень эффективно. У неё также была возможность давать концерты в некоторых церквях, например, в Самаритянской церкви в Восточном Берлине, известной своими оппозиционными мероприятиями.
Когда Беттина внезапно стала известна на Западе благодаря передаче Дирка Загера Kennzeichen D в 1978 году, у неё появилась возможность опубликовать свою первую долгоиграющую пластинку на Западе на студии CBS. Это была запись концерта в Доме искусств «Бетанин». На первой студийной записи на CBS ей аккомпанировали музыканты рок-группы Nervous Germans. Так перед Беттиной открылись возможности, которые были немыслимы в ГДР. Теперь она смогла компенсировать запрет заниматься профессиональной деятельностью в ГДР выступлениями в ФРГ, Австрии, Бельгии и Швейцарии, поскольку ей разрешили ездить на Запад как «добытчице валюты». Правительство ГДР часто поступало так, чтобы избавиться от известных, но нежелательных художников: после начала расследования «по подозрению в нарушении таможенных правил и валютных операций» в 1983 году Беттина Вегнер, как гражданка ГДР, оказалась перед выбором: отправиться в тюрьму или лишиться гражданства. Беттина покинула ГДР и стала жить в Западном Берлине. Потеря Родины и коммунистических идеалов стали основными темами её песен 80-х годов.
С 1974 года и до самого изгнания из-за антиправительственной агитации в соответствии со статьёй 106 Уголовного кодекса ГДР она рассматривалась Министерством государственной безопасности как «враждебно-отрицательное лицо», её оперативное дело получило обозначение «Писательница» (Schreiberling).
В 1988 году Беттина Вегнер в течение девяти месяцев была в отношениях с Оскаром Лафонтеном, который тогда был премьер-министром Саара. Как певица и автор песен она выступала с Джоан Баез, Константином Векером и Анджело Брандуарди, а также другими артистами. Мюнхенский гитарист Петер Майер развил новые музыкальные импульсы Векера и с 1985 по 1992 год выступал с Беттиной Вегнер в качестве сольного аккомпаниатора и аранжировщика. Он также написал музыку для некоторых из её песен, таких как Das Lied vom Messer, Waffenlos, Der Prinz ist gegangen и Sie hat’s gewußt. С 1992 года Беттина продолжала регулярно давать успешные концерты со своим новым сопровождающим трио из L’art de passage и особенно с Карстеном Тройке. В 1996 году в Майнингене Беттина Вегнер получила первый приз Тюрингенской эстрадной премии за свою программу Sie hat’s gewußt. Она выпустила несколько компакт-дисков, но больше не появлялась на телевидении и радио.
После более чем 30 лет гастролей и многочисленных альбомов Беттина Вегнер временно попрощалась со своей аудиторией в 2007 году и провела прощальный тур. Причиной тому стали проблемы со здоровьем, но не только они: «Идёт торг, как за стареющую шлюху. Конечно, у меня есть своя цена (…) Всему есть свой конец, я больше не профессиональная певица, даже если продолжу петь, например, для благотворительности или по особым случаям (…)» (из статьи Berliner Zeitung от 27 января 2007 года).
У Беттины Вегнер трое детей.

## Награды
- Приз бельгийского радио для авторов песен
- 1996 год: Тюрингенская эстрадная премия на фестивале Meininger Kleinkunsttagen
- 2020 год: Немецкая премия авторам музыки GEMA[11]

## Работы

### Синглы
- 1980 год: Kinder (Sind so kleine Hände) / Klein Zaches / Der Feuerwehrmann
- 1981 год: No Woman, No Cry / Jesus
- 1987 год: Ich will nicht / Für meine verlassenen Freunde

### LP
- 1976 год: участие в работе над пластинкой Lied aus dem neuen Tag (песни: Wenn meine Lieder nicht mehr stimmen и Ach, wenn ich doch als Mann auf diese Welt gekommen wär’)
- 1979 год: Sind so kleine Hände
- 1980 год: Wenn meine Lieder nicht mehr stimmen
- 1982 год: Traurig bin ich sowieso
- 1983 год: Weine nicht, aber schrei (с Константином Векером)
- 1985 год: Heimweh nach Heimat (с Константином Векером)
- 1987 год: Von Deutschland nach Deutschland ein Katzensprung

### Компакт-диски
- 1992 год: Sie hat’s gewußt
- 1997 год: Die Lieder Vol.1, Vol.2, Vol.3 (3 компакт-диска)
- 1998 год: Wege (с Карстеном Тройке)
- 2000 год: Die Leute aus meiner Straße (с Инге Хейм)
- 2001 год: Alles was ich wünsche (с Карстеном Тройке)
- 2003 год: Mein Bruder … Jüdische Lieder (с Карстеном Тройке)
- 2004 год: Liebeslieder (двойной компакт-диск)
- 2007 год: Die Abschiedstournee (с Карстеном Тройке, двойной компакт-диск)
- 2017 год: Was ich zu sagen hatte — 120 Lieder aus 50 Jahren (5 компакт-дисков)

### MP3
- 2018 год: Tanz mich bis zur Liebe Schluss

### Книги
- Bettina Wegner. Wenn meine Lieder nicht mehr stimmen. — Reinbek bei Hamburg: Rowohlt Taschenbuch 4399, 1979. — ISBN 3-499-14399-2.
- Bettina Wegner. Traurig bin ich sowieso. Lieder und Gedichte. — Reinbek bei Hamburg: Rowohlt Taschenbuch 5004, 1982. — ISBN 3-499-15004-2.
- Bettina Wegner. Weine nicht, aber schrei. Lieder und Gedichte (zusammen mit Claudia Hennes). — Frankfurt am Main: Büchergilde Gutenberg, 1982. — ISBN 3-7632-2736-9.
- Bettina Wegner. Als ich grade zwanzig war. Lieder und Gedichte aus Ost und West in Nachdichtungen. — Reinbek bei Hamburg: Rowohlt Taschenbuch 5699, 1986. — ISBN 3-499-15699-7.
- Bettina Wegner. Von Deutschland nach Deutschland ein Katzensprung. Lieder und Gedichte. — Reinbek bei Hamburg: Rowohlt Taschenbuch 5906, 1986. — ISBN 3-499-15906-6.
- Bettina Wegner. Es ist so wenig. Lieder, Texte, Noten (mit Peter Meier und Rainer Lindner). — Gemünden: Selbstverlag Lindner, 1991. — ISBN 3-9800398-3-8.
- Bettina Wegner. In Niemandshaus hab ich ein Zimmer. Lieder und Gedichte. — Berlin: Aufbau Taschenbuch 1247, 1997. — ISBN 3-7466-1247-0.